# Кріс Кунс
Крістофер Ендрю «Кріс» Кунс (англ. Christopher Andrew «Chris» Coons; нар. 9 вересня 1963, Гринвіч, Коннектикут) — американський політик. Представляє штат Делавер у Сенаті США з 15 листопада 2010 року.
Кунс виріс у Гокессіні, Нью-Касл в штаті Делавер. В Емгерстському коледжі в Массачусетсі він вивчав хімію і політичні науки. Отримав ступінь бакалавра у 1985 році Школи права Єльського університету, а у 1992 — магістра з релігії (MAR) Єльської школи богослів'я. Під час навчання, у 1988 році, він перейшов з Республіканської партії до Демократичної. Голова Виконавчої влади округу Нью-Касл з 2005 по 2010.
У січні 2022 проголосував проти проєкту санкцій для газогону «Північний потік-2» як засобу запобігання російському вторгненню в Україну.